# エウリュバトス
エウリュバトス（古希: Εὐρύβατος, Eurybatos）は、ギリシア神話の人物である。パイオニア地方の河神アクシオスの子孫であるエウペーモスの子。ラミアーあるいはシュバリスと呼ばれて恐れられていた怪物を退治した。

## 神話

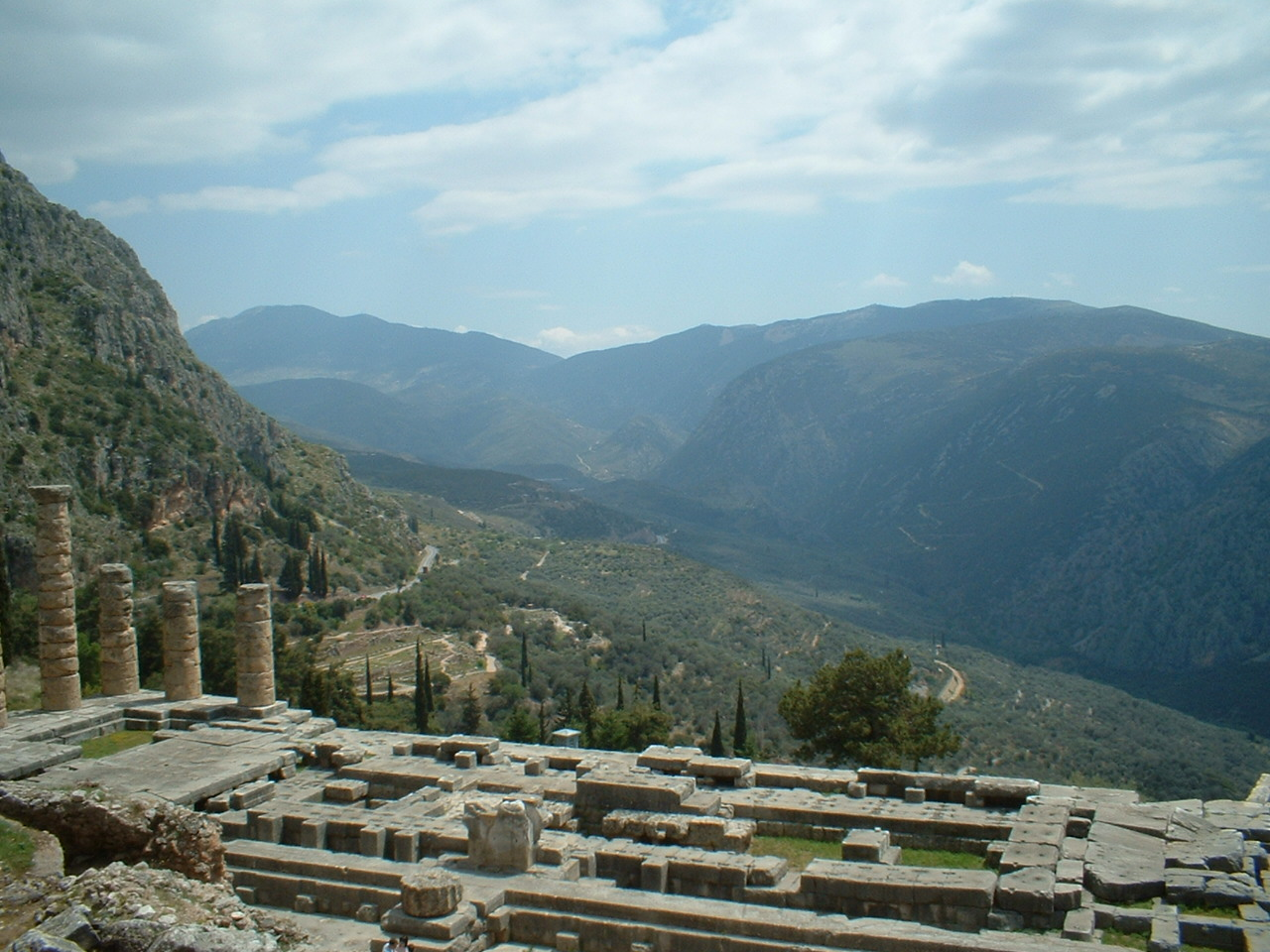
デルポイから見たキルピス山。パルナッソス山との間をプレイストス川が流れる。

コロポーンのニーカンドロスに基づくアントーニーヌス・リーベラーリスの物語によると、ポーキス地方のパルナッソス山麓の都市クリーサ近くのキルピス山の洞窟に大きな牝の怪物が棲んでいた。怪物は毎日のように山から下りて来て、デルポイ周辺の動物や人間を食い殺したため、人々は神託にしたがって、ディオモスとメガネイレーの美しい少年アルキュオネウスを選び、怪物の生贄としようとした。
ちょうどその頃、英雄エウリュバトスはアカルナーニア地方の都市クーレーティスからポーキス地方を訪れており、偶然にもデルポイ人がアルキュオネウス少年を怪物の棲む洞窟へと連れて行くところに遭遇した。彼は美しい少年がこれから怪物の生贄にされることを知り、アルキュオネウスの代わりに自分を生贄としてシュバリスの棲む洞窟まで連れて行くよう命じた。そしてデルポイ人に案内されて洞窟にやって来ると、怪物を引きずり出して崖から投げ落とした。怪物はキルピス山を転がり落ちて、頭を岩で強打して死んだ。岩からは泉が湧出したので、人々は怪物にちなんでシュバリスの泉と呼んだ。またイタリアに移住したロクリス人は都市を創建し、怪物にちなんでシュバリスと名づけた。

## その他
- 『スーダ』によるとケルコープスの1人[3]。